# Tam sinh tam thế thập lý đào hoa (phim truyền hình)
Tam sinh tam thế thập lý đào hoa (tiếng Trung: 三生三世十里桃花; bính âm: Sān shēng sān shì Shí lǐ táo huā, tiếng Anh: Three Lives Three Worlds, Ten Miles of Peach Blossom hoặc Eternal Love) là một bộ phim truyền hình Trung Quốc có đề tài cổ trang huyền huyễn được chuyển thể từ cuốn tiểu thuyết cùng tên của tác giả Đường Thất Công Tử. Phim kể về chuyện tình kéo dài ba đời ba kiếp của Nữ Đế Thanh Khâu - Bạch Thiển Thượng Thần và Thái tử Cửu Trùng Thiên Dạ Hoa. Bộ phim được phát sóng từ ngày 30 tháng 1 đến ngày 1 tháng 3 năm 2017, phim đã đạt trên 30 tỉ lượt xem trực tuyến tại Trung Quốc ngay khi mới kết thúc. Vào ngày 1 tháng 8 năm 2018 bộ phim đã đạt được trên 50 tỷ lượt xem tại Trung Quốc. Tính đến tháng 9 năm 2019 phim đạt được 52,3 tỷ lượt xem đứng đầu bảng xếp hạng lượt xem online tại Trung Quốc.
Phim được phát sóng tại Việt Nam ngày 19/07/2017 trên kênh VTV3 với tên "Tình thiên thu" lúc 12h00 từ thứ 2 - thứ 6 với tuỳ chọn âm thanh lồng tiếng và thuyết minh. Sau đó phát lại trên nhiều kênh truyền hình khác tại Việt Nam. Trên nền tảng online tại Việt Nam tổng lượt xem trên 100 triệu trên nền tảng DANET (có bản quyền pháp lý có trên các hệ thống FPT Play, MyTV, VTVCab...) và 75 triệu lượt xem trên Zing TV (vi phạm bản quyền - đã gỡ xuống).

## Nội dung
Chúng thần thời viễn cổ ứng kiếp gần hết, hiện nay chỉ còn có Thiên tộc, Phượng tộc và bộ tộc Cửu Vỹ Bạch Hồ là còn lại chút hậu nhân. Hồ Đế Bạch Chỉ dưới gối chỉ có bốn người con trai và một con gái. Người con gái ấy là Bạch Thiển, con gái út, dung mạo xinh đẹp vô biên, năm năm vạn tuổi bái Mặc Uyên Thượng thần làm sư phụ, là đệ tử được Mặc Uyên ưu ái nhất. Mặc Uyên là con trai của Phụ thần, là chiến thần uy dũng Tứ Hải Bát Hoang không ai chưa nghe danh. Trước khi Phụ thần qua đời có để lại cho Mặc Uyên một đoá hoa sen, sau hoá kiếp thành Thái tử Cửu Trùng Thiên Dạ Hoa với dung mạo, thần khí và tài năng giống hệt vị chiến thần này.
Song song đó, Dực quân Kình Thương khơi mào chiến tranh với Thiên tộc. Vốn dĩ Thiên tộc có thể thắng nhanh, nhưng trận pháp đồ bị Huyền Nữ trộm mất, Mặc Uyên phải lấy nguyên thần tế chuông Đông Hoàng mới phong ấn được Kình Thương, giúp Thiên tộc thắng trận nhưng chính ngài cũng vì thế hồn xiêu phách tán. Sau đó, Thái tử Dạ Hoa ra đời. Bạch Thiển mang tiên thể Mặc Uyên đưa về Thanh Khâu, dùng máu tim nuôi dưỡng. 17 đệ tử Côn Luân Hư mỗi người một ngả.
Bảy vạn năm sau, Kình Thương phá vỡ phong ấn, Bạch Thiển ra tay ngăn chặn được, nhưng chính nàng cũng bị hắn phong ấn tiên khí và ký ức, trở thành một phàm nhân sống ở núi Đông Hoang Tuấn Tật. Ở nơi đó, nàng quen Dạ Hoa trong lúc chàng hạ phàm trừ yêu quái Xích Viêm Kim Nghê Thú, hai người yêu nhau, Dạ Hoa đặt cho nàng cái tên Tố Tố vì Dạ Hoa thấy nàng mặc đồ giản dị. Dạ Hoa lập kế hoạch để mình giả chết để có thể chung sống cùng Tố Tố trong trận đánh với Giao Nhân tộc, nhưng thất bại. Do bất cẩn, Tố Tố bị đem lên Thiên cung. Ở đó, nàng bị Thiên phi Tố Cẩm - người luôn ái mộ Dạ Hoa - năm lần bảy lượt hãm hại, phải đền bằng đôi tròng mắt. Để Tố Tố không chết, Dạ Hoa phải tỏ ra không quan tâm nàng trước mặt Thiên Quân, nhằm đánh lừa Thiên tộc rằng giữa Tố Tố và Dạ Hoa chỉ có nghĩa, không có tình. Tố Tố đau khổ, sau khi sinh ra A Ly, liền quyết định nhảy xuống Tru Tiên đài, trở về làm Bạch Thiển. Cũng từ tình kiếp khổ đau này, nàng trở thành Thượng thần, được con dân khắp chốn kính phục, họ gọi cô một tiếng Cô Cô. Để quên đi Dạ Hoa cùng tình kiếp đau khổ này, Bạch Thiển đã xin Chiết Nhan Thượng thần nước vong tình.
Ba trăm năm sau, Bạch Thiển gặp lại Dạ Hoa ở Đông Hải, trong một bữa tiệc. Dạ Hoa nhận ra nàng, liền bắt đầu theo đuổi nàng để nối lại tiền duyên. Chiết Nhan thượng thần, trong một lần tình cờ đã phát hiện được hồn phách Mặc Uyên đang cư ngụ trên người Đại hoàng tử Tây Hải. Bạch Thiển đến Tây Hải chăm sóc hồn phách Mặc Uyên. Mặc dù mất đi cánh tay phải trong trận chiến hủy cỏ Thần Chi, nhưng Dạ Hoa vẫn quyết tâm ở bên Bạch Thiển. Sau cùng, Bạch Thiển chấp nhận tình cảm của Dạ Hoa. Song lúc này, Dạ Hoa lĩnh kiếp xuống trần làm người phàm 20 năm vì giết chết tứ đại thần thú do Phụ thần để lại. Nhờ có Kết Phách đăng, Bạch Thiển dần dần nhớ lại toàn bộ mối tình kiếp trước với Dạ Hoa, liền đến chỗ Tố Cẩm đòi lại đôi tròng mắt. Thế nhưng vì nàng trúng kế của Tố Cẩm, không chịu tha thứ cho Dạ Hoa.
Nhờ cái chết hai người con trai Ly Oán và Ly Kính, Kình Thương được tăng thêm sức mạnh nên lại một lần nữa phá chuông Đông Hoàng mà ra, một mình Dạ Hoa đối đầu với Kình Thương, giết chết hắn, nhưng vì mạng sống của hắn lại kết nối với chuông, Dạ Hoa lấy nguyên thần tế chuông. Nhìn Dạ Hoa hồn phi phách tán, Bạch Thiển vô cùng hối hận. May mắn thay, khi Phụ thần đưa hồn phách của Dạ Hoa vào đóa sen vàng, đã truyền vào đó tu vi nửa đời của mình. Khi Dạ Hoa diệt tứ đại hung thú ở Doanh Châu Đông Hải, thừa hưởng nửa số tu vi còn lại của Phụ thần nên có tu vi tương đương Phụ thần. Số tu vi này va chạm với lực hủy thiên diệt địa của chuông Đông Hoàng khiến nguyên thần của Dạ Hoa rơi vào giấc ngủ ba năm. Bạch Thiển đã rất đau khổ và suốt 2 năm rưỡi, cô chỉ ngủ để mỗi lần ngủ là có thể mơ thấy Dạ Hoa. Sau khi tỉnh lại và được Mặc Uyên giải thích mọi chuyện, Dạ Hoa chạy đi tìm Bạch Thiển ở Thập Lý Đào Lâm của Chiết Nhan Thượng thần và nối lại nhân duyên với nàng. Bộ phim kết thúc với cảnh hai người bên nhau ở Thập Lý Đào Lâm.

## Phân vai

### Nhân vật chính
| Diễn viên                                               | Nhân vật                   | Giới thiệu |
| Dương Mịch                                              | Bạch Thiển - Tư Âm - Tố Tố | Thanh Khâu Đông hoang Nữ quân / Côn Luân Hư thập thất đệ tử / Nhất Lãm Phương Hoa nương nương Viễn cổ thượng thần, là con gái út của Hồ Đế Bạch Chỉ, người kế thừa ngôi vị Đông Hoang Nữ đế của Thanh Khâu, dung mạo xinh đẹp vô bì, khí chất cao ngạo, thẳng thắn, dám nghĩ dám làm. Nguyên là cửu vĩ hồ (hồ ly chín đuôi) lông trắng đạt đến độ 14 vạn tuổi. Năm 5 vạn tuổi, lên Côn Luân bái Mặc Uyên thượng thần làm sư phụ. Nàng giả làm nam nhân, lấy cái tên Tư Âm, trở thành Tư Âm thần quân - Thập Thất đệ tử được Mặc Uyên sủng ái nhất, còn được tặng pháp khí Ngọc Thanh Côn Luân phiến. Vốn ban đầu đem lòng yêu Ly Kính, nhưng lại bị Ly Kính phản bội vì nhầm lẫn Huyền Nữ là Tư Âm. Hai vạn năm sau, trong trận chiến với Dực vương Kình Thương - cha của Ly Kính, Mặc Uyên tế nguyên thần của mình cho chuông Đông Hoàng, kết quả hồn bay phách tán. Bạch Thiển vì thương sư phụ, đã bí mật đưa tiên thể của Mặc Uyên về Thanh Khâu, ngày đêm lấy huyết tâm đầu (máu trích từ tim) để giữ cho tiên thể này nguyên vẹn. 7 vạn năm sau, nàng trở thành Nữ Đế của Thanh Khâu, được hứa hôn với Nhị Hoàng tử Tang Tịch của Cửu Trùng Thiên, nhưng Tang Tịch lại thích Thiếu Tân - nữ hầu trong động hồ ly của nàng. Sau đó, Hồ đế Bạch Chỉ và Chiết Nhan đã đến thoái hôn với Thiên Quân. Để cứu Tang Tịch, Liên Tống (tam thúc Dạ Hoa, tam hoàng tử của Thiên Quân) đã giúp chuyển hướng hôn sự cho Thái tử Dạ Hoa và Bạch Thiển. Chuông Đông Hoàng có biến, Kình Thương lại rục rịch hành động, Bạch Thiển quyết phong ấn Kình Thương vì Mặc Uyên, nhưng nàng lại bị Kình Thương phong ấn pháp lực, dung mạo và cả trí nhớ, hóa thành một phàm nhân, rơi xuống Tuấn Tật Sơn. Tại đây, nàng gặp gỡ và nên duyên vợ chồng với Thái Tử Dạ Hoa của Thiên tộc, được chàng đặt cho cái tên Tố Tố (ý chỉ sự đơn giản trong sáng của bộ y phục nàng đang mặc). Sau khi trải qua bao biến cố đầy đau khổ ở Thiên Cung do bị Tố Cẩm Thiên phi hãm hại và Thiên Quân chèn ép, sau khi sinh A Ly, nàng cắt đứt với Dạ Hoa, nhảy xuống Tru Tiên Đài, nhờ đó phong ấn bị hóa giải trở lại làm Bạch Thiển. Quá đau khổ vì tình kiếp ở Thiên cung, nàng xin Chiết Nhan nước vong tình để quên đi thời gian nàng làm Tố Tố. Sau kiếp làm Tố Tố, Bạch Thiển phi thăng lên ngôi vị Thượng Thần và trở thành Cô Cô được cả Tứ Hải Bát hoang tôn kính. 300 năm sau, Dạ Hoa cùng A Ly (con trai của Tố Tố và Dạ Hoa) gặp lại Bạch Thiển ở Đông Hải và nhận ra nàng là Tố Tố ngay từ cái nhìn đầu tiên. Chuyện tình của hai người bắt đầu từ đây. Sau tất cả, Bạch Thiển gặp lại Dạ Hoa ở Thập Lý Đào Lâm, ngồi tựa vào nhau, sống với nhau đến trọn đời. |
| Triệu Hựu Đình ( Thạch Duyệt An Hâm vai Dạ Hoa ấu niên) | Dạ Hoa                     | Thiên tộc Thái tử Nhi tử của Đại Điện Hạ và Lạc Tư Thiên phi của Cửu Trùng Thiên, được miêu tả mưu lược tài trí, lạnh lùng hào hoa. Chàng là đích tôn của Thiên quân, được Thiên quân vô cùng kì vọng. Dạ Hoa luôn mặc duy nhất y phục đen tang tóc, với câu nói nổi tiếng: "Nếu mặc y phục đen, lúc ta bị kẻ thù làm thương, sẽ không lộ ra vết màu đỏ, như vậy sẽ không làm kẻ thù đắc thắng, cũng không khiến cho người thân của ta lo lắng." Trong một lần xuống trần, chàng gặp Bạch Thiển (lúc này Bạch Thiển là một phàm nhân, bị mất trí nhớ), liền đem lòng yêu nàng, đặt cho nàng cái tên Tố Tố. Khi nàng bị mang lên Thiên cung, chàng không bảo vệ được Tố Tố khiến nàng phải nhảy xuống Tru Tiên đài, vì vậy mà chàng đau khổ suốt ba trăm năm. Sau ba trăm năm ấy, chàng gặp lại Bạch Thiển, liền quyết tâm theo đuổi nàng. Thực chất, Dạ Hoa đã gặp Bạch Thiển ngay từ khi nàng còn là Tư Âm ở Côn Luân. Lúc đó nàng đang làm đệ tử của Mặc Uyên, ngày ngày chơi với tiên thân sen vàng của chàng. Dạ Hoa chính là em trai sinh đôi của Mặc Uyên, là con trai của Phụ thần. Khi chàng sinh ra với thân phận Thái tử, nữ nhân của tộc Tố Cẩm duy nhất còn sống là Chiêu Nhân công chúa đã đến chăm sóc Dạ Hoa từ bé, đem lòng yêu chàng, sau căm hận Bạch Thiển / Tố Tố, gây ra nhiều biến cố cho cặp đôi. Tam Sinh Tam Thế của Dạ Hoa và Bạch Thiển, đó là kiếp Tư Âm-Sen Vàng, sau đó là Dạ Hoa - Tố Tố và cuối cùng là Dạ Hoa-Bạch Thiển. Sau ba kiếp dài đằng đẵng đau khổ bi ai, cuối cùng hai người cũng được ở bên cạnh nhau. |
| Triệu Hựu Đình                                          | Mặc Uyên                   | Côn Luân Hư Thượng thần Thượng thần thượng cổ, cai quản âm nhạc và chiến tranh, trưởng nam của Phụ thần, cũng là anh trai song sinh của Dạ Hoa. Làm chủ Côn Luân Hư, được cả Tứ Hải Bát Hoang ca ngợi là "bất bại chiến thần". Nhận Bạch Thiển làm đồ đệ, sủng ái nàng vô tận, tặng Ngọc Thanh Côn Luân Phiến cho nàng, vì nàng đỡ ba đạo Thiên Lôi, để nàng thuận lợi phi thăng Thượng tiên, vì nàng mà đại khai sát giới ở Đại Tử Minh cung. Bạch Thiển thương yêu và biết ơn Mặc Uyên, nên dù Mặc Uyên hồn phi phách tán cũng quyết không từ bỏ, dùng huyết tâm đầu giữ gìn tiên thể cho chàng, đễn nỗi suýt mất mạng. Mặc Uyên tỉnh lại sau 7 vạn năm, Bạch Thiển đã hứa hôn với Dạ Hoa, còn có con trai A Ly dễ thương, kháu khỉnh. Sau này, Mặc Uyên tiếp tục ở lại Côn Luân Hư, Bạch Thiển tỏ mong ước chàng đến hôn lễ của nàng với Dạ Hoa, để nàng có thể dâng chén rượu chúc mừng cho chàng như đối với bậc phụ mẫu. |

### Nhân vật phụ

#### Cửu Vĩ Hồ Tộc
| Diễn viên        | Nhân vật        | Giới thiệu |
| Trào Gia Vĩ      | Bạch Dịch       | Thanh Khâu Tây hoang Đế quân Con trai thứ hai của Hồ đế Bạch Chỉ,đồng thời là Tây Hoang Đế Quân của Thanh Khâu.Anh trai Bạch Thiển và Bạch Chân,cha của Bạch Phượng Cửu |
| Vu Mông Lung     | Bạch Chân       | Thanh Khâu Bắc hoang Đế quân Con trai thứ tư của Hồ đế Bạch Chỉ, đồng thời là Bắc Hoang Đế Quân của Thanh Khâu. Anh trai Bạch Thiển, là người nuôi lớn Bạch Thiển, cũng vô cùng cưng chiều Phượng Cửu, qua lại rất thân với Chiết Nhan. Là nam thần đẹp nhất tứ hải bát hoang, được nhận xét nếu sinh ra là nữ nhân thì có khi đến Bạch Thiển cũng không sánh kịp. Từng dằn mặt Dạ Hoa phải đối xử tốt với Bạch Thiển. Hưởng thụ cuộc sống an nhàn ở vườn đào. Pháp thuật cao, dùng binh cao, thích uống rượu, sợ thuốc đắng. |
| Địch Lệ Nhiệt Ba | Bạch Phượng Cửu | Thanh Khâu tiểu đế cơ / Thái Thần cung tiên nga / Thanh Khâu Đông hoang Nữ quân Người thừa kế duy nhất được sinh ra trong dòng cháu nội của Hồ Đế Bạch Chỉ, là con gái của Bạch Dịch Đế Quân - anh trai của Bạch Thiển, tức là cháu gọi Bạch Thiển bằng cô cô, từ khi sinh ra đã định sẵn là tiểu nữ vương của Thanh Khâu quốc. Nguyên dạng là Cửu vĩ hồ lông đỏ tai trắng duy nhất trong Tứ Hải Bát Hoang, thừa hưởng dòng máu kết hợp giữ Bạch hồ và Xích hồ, bẩm sinh có dấu bớt hình hoa phượng ở giữa trán, được miêu tả vô cùng xinh đẹp, dung mạo chỉ xếp sau cô cô Bạch Thiển - người được ca tụng là đẹp nhất thiên hạ. Tính tình trẻ con, ngây thơ, hiếu chiến, hay bày trò nghịch ngợm. Từ nhỏ do song thân tình cảm mặn nồng, nàng được gửi đến cho Bạch Thiển và Bạch Chân chăm sóc, được cả Thanh Khâu yêu chiều. Trong một lần bị Kim Nghê Thú tấn công và được Đông Hoa Đế Quân cứu mạng, Phượng Cửu đã đem lòng yêu Đông Hoa và quyết tâm tán tỉnh chàng. Nàng đã làm bao nhiêu chuyện chỉ để được ở gần Đông Hoa Đế Quân, kể cả việc thay đổi số mệnh của chàng dưới phàm thế. Nàng cũng đã hoàn thành tâm nguyện, nhưng vì không có tên trên đá Tam Sinh nên hai người không thể đến với nhau. Phượng Cửu đã cắt 1 trong số chín cái đuôi của mình, hóa thành con dao để khắc tên mình và Đông Hoa lên đá tam sinh. Tuy nhiên, nàng khắc đến đâu chữ mất đến đấy. Cố chấp như vậy nhưng nàng suýt chết do cắt đuôi, vẫn không từ bỏ tình yêu với Đông Hoa. Cuối cùng, hai người vẫn hữu duyên vô phận, Đông Hoa vẫn ở trên Thiên Cung làm Đế Quân lo việc triều chính, còn Bạch Phượng Cửu hồn nhiên ngây thơ ngày nào đã được Bạch Thiển truyền ngôi, trở thành Nữ đế kế thừa Nhất Hoang của Thanh Khâu, từ nay thân phận cách biệt, khó lòng gặp nhau. |

#### Bắc Hải
| Diễn viên    | Nhân vật  | Giới thiệu |
| An Duyệt Khê | Thiếu Tân | Côn Luân Hư tiểu xà / Thanh Khâu Đông hoang Nữ đế thị nữ / Bắc Hải nương nương Phu nhân của Bắc Hải Thủy quân, trước đó là xà tinh được Bạch Thiển cứu khi bị bắt nạt. Sau được thu nhận làm nô tỳ hầu hạ Bạch Thiển tại Thanh Khâu. Vốn là một con mãng xà tu luyện thành người, sau này thành thân với Nhị hoàng tử Tang Tịch của Thiên quân, người vốn là hôn phu của Bạch Thiển. Thiếu Tân cùng Tang Tịch bị Thiên Quân đầy đi làm Bắc Hải thủy quân. Thiếu Tân sinh được 4 người con, trong đó người con cả là Nguyên Trinh từng bị Tố Cẩm hại. |

#### Thiên Tộc
| Diễn viên       | Nhân vật  | Giới thiệu |
| Cao Vỹ Quang    | Đông Hoa  | Thái Thần cung Đế quân Vị thần có địa vị rất cao đến cả Thiên quân cũng phải nể vài phần, có pháp lực rất mạnh. Sinh ra từ đất trời, được cha mẹ của công chúa Tri Hạc nuôi dưỡng. Sau này dựa vào sức mạnh lên làm chủ đất trời, định ra thiên quy. Sau đó nhường ngôi cho Thiên Quân thoái vị sống cuộc sống an nhàn. Đế quân đã tự tay xóa tên mình trên đá tam sinh để bản thân không có điểm yếu, do đó đế quân không còn nhân duyên nữa. Đế quân không hẳn không có tình cảm với Phượng Cửu, nhưng vì không muốn cãi mệnh nên đành chấp nhận quay lưng. Chàng xuống trần lịch kiếp 60 năm, có mối nhân duyên ngắn với Phượng Cửu để trả nợ tình cảm cho nàng, nhưng cũng để thoả mong muốn của bản thân. Phượng Cửu cố chấp cắt đuôi, Đông Hoa đau đớn vô cùng, nhưng sau trận chiến Kình Thương cuối cùng, chàng cũng cắt đứt với nàng. Phượng Cửu kế thừa đế vị, thân phận hai người khó lòng gặp nhau. Đáng tiếc, kiếp tiên dài đằng đẵng, vạn vật thay đổi muôn trùng. Sau cùng, "chẳng có gì để nhớ nhung". |
| Trương Nghệ Hãn | A Ly      | Thiên cung tiểu Thiên tôn Con trai của Bạch Thiển và Dạ Hoa, người sau này có thể là Thiên Quân tương lại kế thừa Dạ Hoa. A Ly được Bạch Thiển sinh ra lúc mất trí nhớ, trở thành người phàm với tên gọi Tố Tố. Sau khi sinh A Ly, Tố Tố nhảy xuống Tru Tiên đài. A Ly được cha giao cho tỳ nữ của Tố Tố là Nại Nại chăm sóc. Vô cùng thông minh, nhí nhảnh, hoạt bát, thân thiết với Phượng Cửu. |
| Hoàng Mộng Oánh | Tố Cẩm    | Thiên cung Chiêu Nhân công chúa / Thiên cung Thiên phi / Tẩy Ngô cung trắc phi / Nhược Thủy tiên tử / Đọa tiên Thứ phi của Dạ Hoa. Gia tộc Tố Cẩm đều đã hy sinh trong trận chiến chống Dực giới nên Tố Cẩm được Đại hoàng tử của Thiên quân nuôi dưỡng, phong làm Chiêu Nhân công chúa. Từ nhỏ, Tố Cẩm đã sống cùng Dạ Hoa nên đã nảy sinh tình cảm với chàng. Tố Cẩm tâm địa ác độc, vu oan hãm hại Tố Tố mất đi đôi mắt. Từng làm Thiên phi của Thiên Tộc. Tố Cẩm thực hiện nhiều thủ đoạn, hãm hại nhiều người để chiếm được Dạ Hoa nhưng không thành. Bạch Thiển làm vỡ đèn Kết Phách, nhớ lại quãng thời gian làm Tố Tố, tức giận vô cùng, đến lấy lại đôi mắt của mình. Tố Cẩm vẫn ngoan cố kêu oan, nhưng với sự phân xử của Đông Hoa Đế Quân (Bạch Phượng Cửu cũng có ở đó), nàng bị phế hết tiên tịch, đày đến canh giữ Chuông Đông Hoàng. Miệng kêu yêu Dạ Hoa, nhưng lúc Dạ Hoa gặp nguy hiểm thì lại bỏ chạy. Cuối cùng bị Thiên Cung phân xử, cũng phải trả cái giá đắt như Huyền Nữ.                    |
| Lý Đông Hằng    | Liên Tống | Thiên Cung Tam điện hạ Là con trai thứ ba của Thiên quân, tính tình vui vẻ hài hước, là người có công giúp Dạ Hoa bày tỏ tình cảm với Tố Tố (Bạch Thiển ở dưới trần gian). Có tình cảm với Thành Ngọc. |

#### Dực Tộc
| Diễn viên      | Nhân vật    | Giới thiệu |
| Liên Dịch Danh | Kình Thương | Đại Tử Minh cung lão Dực vương Dực Vương đời trước của Dực tộc, cha ruột của Ly Kính và Yên Chi. Bị Mặc Uyên phong ấn trong chuông Đông Hoàng, được miêu tả quỷ kế đa đoan, dã man độc ác. 7 vạn năm trước, ông âm mưu đại chiến Thiên tộc. Lúc ấy, sức mạnh của Kình Thương vượt bậc, khủng khiếp, đến nỗi Mặc Uyên phải hồn bay phách tán mới phong ấn được ông. 7 vạn năm sau, Kình Thương chuẩn bị thoát ra ngoài chuông Đông Hoàng, lại bị Bạch Thiển đến toan phong ấn, nhưng ông đã tước hết pháp lực và dung mạo của nàng, biến thành Tố Tố, rơi xuống Tuấn Tật sơn. Sau cùng, ông bị Dạ Hoa tiêu diệt một lần và mãi mãi, nhưng Dạ Hoa phải đổi lại là 3 năm ngủ yên say giấc. |
| Đỗ Tuấn Trạch  | Ly Oán      | Đại Tử Minh cung Đại hoàng tử Ly Oán tính tình nham hiểm độc ác, hay đố kị ghen ghét với em trai Ly Kính, rất có hiếu với cha. Sau khi Kình Thương bị phong ấn trong chuông Đông Hoàng, Ly Oán bị Ly Kính giam giữ trong ngục thất. Huyền Nữ gây tội với Thiên tộc, bị Ly Kính giam chung ngục với Ly Oán, Ly Oán đã nhờ Huyền Nữ giết mình và Yên Chi để tăng sức mạnh cho cha. |
| Trương Bân Bân | Ly Kính     | Đại Tử Minh cung Nhị hoàng tử / Dực tộc Dực vương Nhị Hoàng tử của Dực Tộc, sau này là Dực vương của Đại Tử Minh Cung. Ly Kính tính tình phóng đãng chơi bời, không màng chính sự, hay mâu thuẫn với anh trai Ly Oán. Thực chất, Ly Kính có pháp lực cao, mưu sâu khó lường, thông minh quỷ kế, nhưng vì quá mức ngu ngốc trong chuyện tình cảm nên sau này phải hối hận cả đời. Chàng yêu say đắm Tư Âm - Bạch Thiển, nhưng sau này Huyền Nữ giả trang Tư Âm đến quyến rũ, khiến chàng rơi vào lưới tình mà phản bội Tư Âm. Chàng vẫn một lòng nhung nhớ Bạch Thiển, thường đến Thanh Khâu tìm nàng, nhưng lần nào cũng bị nàng xua đuổi, chán ghét, nói lời cắt đứt. Tuy nhiên, trong thời gian Bạch Thiển làm Tố Tố, Ly Kính từng cứu giúp cho Tố Tố, còn cứu giúp Phượng Cửu khỏi con phượng hoàng ác tính thoát ra từ Ngọc Thanh Côn Luân phiến. Ly Kính chết sau khi triệu hồi nguyên thần của Kình Thương và bị chính cha mình giết. Đến phút cuối cùng, chàng vì Tứ Hải Bát Hoang mà chiến đấu với Kình Thương, không còn hối hận. |
| Đại Tư         | Yên Chi     | Đại Tử Minh cung Đại công chúa Đại công chúa Dực tộc, muội muội của Ly Kính và Ly Oán. Vốn là nữ nhi ngây thơ hiền lành, không thích chiến tranh. Khi Kình Thương bắt sống Lệnh Vũ và Tư Âm (Bạch Thiển giả trai) về Dực giới, Yên Chi tưởng Tư Âm là nam nhi nên đã đem lòng yêu thương và luôn có ý định giúp Tư Âm bỏ trốn. Nàng vốn không thích chiến tranh nhưng bất đắc dĩ phải theo cha làm phản. Sau này Kình Thương bị phong ấn trong chuông Đông Hoàng, Ly Oán và Ly Kính tranh đấu giành quyền lãnh đạo Dực tộc, Yên Chi không chịu nổi cảnh huynh đệ tương tàn nên đã xuống hạ giới mở quán ăn, sống một cuộc đời an nhàn. Cũng tại đây nàng đem lòng yêu Tử Lan. Nàng được Tử Lan giúp đỡ cứu đứa cháu (con gái của Ly Kính). Tuy nhiên hai người không thể đến với nhau vì lời thề của Tử Lan, vì cách biệt Thiên tộc - Dực Tộc. |
| Chúc Tự Đan    | Huyền Nữ    | Thanh Khâu hoàng thân / Đại Tử Minh cung Vương hậu Vương hậu của Dực tộc, vợ của Ly Kính, vốn là em vợ của anh trai Bạch Thiển. Tính tình ác độc, thâm hiểm, làm nhiều việc ác nhân thất đức, hãm hại Bạch Thiển, Mặc Uyên, gián tiếp làm mất cánh tay phải của Dạ Hoa. Sau vẫn không chừa, nàng mất con, muốn lấy tiên thể Mặc Uyên làm đan dược cho con mình sống lại, dẫn đến Bạch Thiển nóng vội xông vào Dực giới, chém sạch quân lính của Đại Tử Minh Cung, lấy lại dung mạo mà Huyền Nữ đã xin xỏ hồi còn bé. Sau cùng nàng mắt mù, mất con, sống rất thê thảm, đó là cái giá phải trả khi sống quá bất nhân bất nghĩa. |

#### Phượng Tộc
| Diễn viên         | Nhân vật   | Giới thiệu |
| Trương Trí Nghiêu | Chiết Nhan | Thập Lý Đào lâm Thượng thần Thượng thần thời thượng cổ, chủ nhân của rừng hoa đào mười dặm. Có quan hệ thân thiết như người nhà với Hồ tộc. Là con phượng hoàng đầu tiên, được Phụ thần nhận làm con nuôi, được xem là huynh đệ với Mặc Uyên, có y thuật rất cao, rất thân với Bạch Chân và Bạch Thiển. Ghét ai nói mình già. Chiết Nhan là đại diện cho Phượng tộc, một trong 3 tiên tộc của Thiên giới. Ông có thú cưỡi là Tất Phương Điểu (một loại thần thú trong truyền thuyết cổ Trung Quốc, chỉ có một chân, cũng là một trong các đóa hoa đào của Bạch Thiển) Ngày xưa cầu hôn mẫu thân Bạch Thiển không thành công, liền đi đánh 1 trận với Hồ Đế Bạch Chỉ, từ đó kết thành anh em rồi làm con rể của Bạch Chỉ. Sau này chỉ an nhàn ở Thập Lý Đào Lâm, ngày đêm uống rượu, không màng thế sự, vui vẻ sống kiếp tiên dài đằng đẵng. Tình lữ : Bạch Chân |

#### Côn Luân Hư
| Diễn viên    | Nhân vật   | Giới thiệu |
| Lại Nghệ     | Điệp Phong | Tây Hải Nhị hoàng tử/Côn Luân Hư đại đệ tử Đại đệ tử suy nghĩ chu toàn của Côn Luân Hư. |
| Trương Hách  | Lệnh Vũ    | Côn Luân cửu đệ tử Đệ tử thứ chín của của Mặc Uyên, dũng cảm có chí khí. Trong số 16 huynh đệ còn lại chỉ có Lệnh Vũ là được Mặc Uyên nhặt về. Bị Kình Thương bắt cóc định nhận làm con trai làm nhục Côn Luân Hư, Lệnh Vũ quyết tuyệt thực đến chết. Sau này chinh chiến trong cuộc chiến Thiên tộc - Dực tộc mà tử trận. Một trong những người khiến Bạch Thiển đau lòng nhất khi nhớ lại. |
| Lưu Nhuế Lân | Tử Lan     | Côn Luân Hư thập lục đệ tử/Vô Vọng Hải tiên nhân Đệ tử thứ mười sáu của Mặc Uyên. Tử Lan thường cùng Tư Âm trốn xuống trần gian chơi, sớm trở nên thân thiết do hai người cùng lên núi bái sư một lúc. Sau này, Tử Lan xuống trần gian tìm Mặc Uyên và Tư Âm, vô tình quen với Yên Chi, công chúa Dực Tộc. Vì lời thề độc lúc giúp đỡ Yên Chi, Tử Lan cuối cùng chia tay Yên Chi dù cho nàng đã lên tận gò Côn Luân để tìm chàng, chấm dứt mối nhân duyên, mãi mãi không bao giờ gặp Yên Chi nữa, cả đời canh giữ Vô Vọng Hải. |

## Nhạc phim
| STT | Nhan đề                                  | Phổ lời    | Phổ nhạc               | Trình bày                      | Thời lượng |
| --- | ---------------------------------------- | ---------- | ---------------------- | ------------------------------ | ---------- |
| 1.  | "Tam sinh tam thế" (三生三世)            | Đàm Toàn   | Đại Nhạc Đông Đàm Toàn | Trương Kiệt                    | 04:18      |
| 2.  | "Lạnh lẽo" (凉凉)                        | Đàm Toàn   | Lưu Sướng              | Dương Tông Vĩ Trương Bích Thần | 05:33      |
| 3.  | "Tưởng nhớ" (思慕)                       | Đàm Toàn   | Loan Kiệt              | Úc Khả Duy                     | 05:07      |
| 4.  | "Cho dù không có nếu như" (就算没有如果) | Đàm Toàn   | Loan Kiệt              | Hương Hương                    | 05:06      |
| 5.  | "Phồn hoa" (繁花)                        | Đổng Trinh | Đổng Trinh             | Đổng Trinh                     | 03:45      |

## Tỷ suất người xem
| Tập        | Ngày phát sóng      | Dragon TV | Dragon TV | Dragon TV | Zhejiang TV | Zhejiang TV | Zhejiang TV |
| Tập        | Ngày phát sóng      | Tỷ suất   | Thị phần  | Xếp hạng  | Tỷ suất     | Thị phần    | Xếp hạng    |
| ---------- | ------------------- | --------- | --------- | --------- | ----------- | ----------- | ----------- |
| 1-2        | 30 tháng 1 năm 2017 | 0,597     | 1,907     | 4         | 0,585       | 1,863       | 5           |
| 3-4        | 31 tháng 1 năm 2017 | 0,575     | 1,84      | 6         | 0,509       | 1,627       | 9           |
| 5-6        | 1 tháng 2 năm 2017  | 0,479     | 1,473     | 9         | 0,59        | 1,81        | 5           |
| 7-8        | 2 tháng 2 năm 2017  | 0,634     | 1,887     | 6         | 0,629       | 1,868       | 7           |
| 9-10       | 3 tháng 2 năm 2017  | 0,722     | 2,059     | 5         | 0,614       | 1,781       | 6           |
| 11         | 4 tháng 2 năm 2017  | 0,909     | 2,691     | 3         | 0,498       | 1,474       | 6           |
| 12-13      | 5 tháng 2 năm 2017  | 1,134     | 3,206     | 2         | 0,792       | 2,249       | 5           |
| 14-15      | 6 tháng 2 năm 2017  | 0,987     | 2,78      | 4         | 0,778       | 2,187       | 6           |
| 16-17      | 7 tháng 2 năm 2017  | 1,036     | 2,817     | 4         | 0,766       | 2,083       | 6           |
| 18-19      | 8 tháng 2 năm 2017  | 1,043     | 2,845     | 4         | 0,894       | 2,438       | 6           |
| 20-21      | 9 tháng 2 năm 2017  | 1,129     | 3,12      | 3         | 0,948       | 2,63        | 5           |
| 22-23      | 10 tháng 2 năm 2017 | 1,118     | 3,115     | 3         | 0,837       | 2,383       | 6           |
| 24         | 11 tháng 2 năm 2017 | 0,971     | 2,869     | 2         | 0,761       | 2,24        | 4           |
| 25-26      | 12 tháng 2 năm 2017 | 1,497     | 4,238     | 1         | 0,945       | 2,665       | 4           |
| 27-28      | 13 tháng 2 năm 2017 | 1,511     | 4,281     | 1         | 1,077       | 3,047       | 3           |
| 29-30      | 14 tháng 2 năm 2017 | 1,434     | 4,207     | 1         | 1,061       | 3,111       | 3           |
| 31-32      | 15 tháng 2 năm 2017 | 1,401     | 3,968     | 1         | 1,157       | 3,279       | 2           |
| 33-34      | 16 tháng 2 năm 2017 | 1,527     | 4,396     | 1         | 1,152       | 3,313       | 4           |
| 35-36      | 17 tháng 2 năm 2017 | 1,63      | 4,528     | 1         | 1,473       | 4,139       | 2           |
| 37         | 18 tháng 2 năm 2017 | 1,467     | 4,384     | 1         | 1,06        | 3,144       | 4           |
| 38-39      | 19 tháng 2 năm 2017 | 1,629     | 4,534     | 1         | 1,307       | 3,623       | 2           |
| 40-41      | 20 tháng 2 năm 2017 | 1,629     | 4,521     | 1         | 1,282       | 3,553       | 3           |
| 42-43      | 21 tháng 2 năm 2017 | 1,576     | 4,344     | 1         | 1,223       | 3,369       | 4           |
| 44-45      | 22 tháng 2 năm 2017 | 1,613     | 4,501     | 1         | 1,244       | 3,472       | 4           |
| 46-47      | 23 tháng 2 năm 2017 | 1,568     | 4,429     | 1         | 1,39        | 3,921       | 3           |
| 48-49      | 24 tháng 2 năm 2017 | 1,575     | 4,397     | 1         | 1,518       | 4,286       | 3           |
| 50         | 25 tháng 2 năm 2017 | 1,6       | 4,615     | 1         | 1,198       | 3,442       | 4           |
| 51-52      | 26 tháng 2 năm 2017 | 1,658     | 4,655     | 1         | 1,297       | 3,635       | 4           |
| 53-54      | 27 tháng 2 năm 2017 | 1,674     | 4,978     | 1         | 1,314       | 3,906       | 3           |
| 55-56      | 28 tháng 2 năm 2017 | 1,679     | 5,006     | 1         | 1,414       | 4,211       | 3           |
| 57-58      | 1 tháng 3 năm 2017  | 1,91      | 5,542     | 1         | 1,484       | 4,32        | 3           |
| Trung bình | Trung bình          | 1,288     | 3,6       | —         | 1,041       | 2,99        | —           |